# 日本映画批評家大賞
日本映画批評家大賞（にほんえいがひひょうかたいしょう、Japan Movie Critics Award）は、日本の映画賞。主催は一般社団法人日本映画批評家大賞機構。

## 概要
ニューヨーク映画批評家協会賞、ロサンゼルス映画批評家協会賞、全米映画批評家協会賞などに倣い、映画界を励ます目的のもと、映画評論家のみを選考委員にむかえた映画の賞。
発起人は映画評論家の水野晴郎が務め、淀川長治、小森和子ら、当時第一線で活躍していた現役の映画批評家たちの提唱により誕生した。水野の没後、映画界・演劇界に功績を残した人物をたたえる「ゴールデン・グローリー賞」に「水野晴郎賞」の副名称、また「ダイヤモンド賞」に「淀川長治大賞」の名称が冠されている。
2017年開催の第26回（2016年度）をもって代表理事を務めていた西田和昭が運営から降りる。運営体制が一新された翌年の第27回（2017年度）は授賞式会場として小さな会場しか抑えられなかったことなどから授賞式が中止され（トロフィーは各受賞者に贈られた）、同賞の存続が危ぶまれたが、2018年5月14日に公式サイトがリニューアルされ、第28回（2018年度）の開催が告知された。なお、第29回（2019年度）も新型コロナウイルス感染防止の観点から、授賞式を中止して、トロフィーと受賞証書の郵送のみにとどまっている。
コンセプトは「批評家による批評家だけの目で選んだ他に類を見ない賞」。それゆえに、受賞作品・受賞者が被るケースも多い国内の他映画賞と比較すると、独自の傾向があり、映画ファンからも一定の支持も受けている。
年度ごとを対象として、その年度終わりの3月下旬に各賞を発表、4月～5月に授賞式が行われる。第28回は5月に各賞の発表が行われ、同月末に授賞式が行われた。

## 受賞一覧

### 第1回（1991年度）
- 作品賞 - 『息子』（監督：山田洋次）
- 監督賞 - 竹中直人
- 男優賞 - 三國連太郎
- 女優賞 - 工藤夕貴
- 新人賞 - 島田紳助
- 特別賞 - 滝沢一
- プラチナ賞 - 木下恵介

### 第2回（1992年度）
- 作品賞 - 『青春デンデケデケデケ』（監督：大林宣彦）
- 監督賞 - 新藤兼人
- 男優賞 - 村田雄浩
- 女優賞 - 三田佳子
- 新人賞 - 墨田ユキ
- 特別賞 - 羽田澄子
- 審査員特別賞 - 大谷直子
- 審査委員奨励女優賞 - 清水美砂
- プラチナ賞 - 吉村公三郎

### 第3回（1993年度）
- 作品賞 - 『病院で死ぬということ』（監督：市川準）
- 監督賞 - 斎藤耕一
- 男優賞 - 田中健
- 女優賞 - 香川京子・和久井映見・池内淳子
- 特別賞 - ルビー・モレノ・田中友幸
- 批評家奨励賞 - かたせ梨乃・名取裕子・七尾怜子
- プラチナ大賞 - 野村芳太郎
- ゴールデン・グローリー賞 - 三船敏郎

### 第4回（1994年度）
- 作品賞 - 『全身小説家』（監督：原一男）
- 監督賞 - 神代辰巳・廣木隆一
- 男優賞 - 奥田瑛二
- 女優賞 - 山口智子
- 新人賞 - 有村つぐみ
- 特別賞 - 八名信夫・浜村純・須賀不二男・淀川長治・沢登翠・戸田奈津子
- プラチナ大賞 - 松竹
- ゴールデン・グローリー賞 - 松山善三・井上梅次・市川右太衛門・淡島千景・久我美子・高峰秀子・月丘夢路・高杉早苗

### 第5回（1995年度）
- 作品賞 - 『午後の遺言状』（監督：新藤兼人）
- 監督賞 - 椎名誠
- 男優賞 - 奥田瑛二
- ベストパーソナリティー賞 - 豊川悦司
- 女優賞 - 秋吉久美子
- 特別女優賞 - 杉村春子
- 新人賞 - 一色紗英・江角マキコ・奈良橋陽子
- 特別賞 - 紅谷愃一・川昂
- プラチナ大賞 - 松田定次・岡本喜八・岡本みね子
- ゴールデン・グローリー賞 - 森繁久彌・京マチ子・中村嘉葎雄・山村聡・岸恵子・香川京子・若尾文子・風見章子

### 第6回（1996年度）
- 作品賞 - 『絵の中のぼくの村』（監督：東陽一）
- 監督賞 - 森田芳光
- 男優賞 - 役所広司
- 女優賞 - 原田美枝子
- 特別女優賞 - 草刈民代
- 新人賞 - 占野しげる・内野聖陽・深津絵里・安藤政信
- プラチナ大賞 - 田中徳三・堀川弘通・松林宗恵
- ゴールデン・グローリー賞 - 宍戸錠・丹波哲郎・小林桂樹・船越英二・水島道太郎・三橋達也・東千代之介・高田浩吉・有馬稲子・富司純子・司葉子・新珠三千代・津島恵子・山路ふみ子

### 第7回（1997年度）
- 作品賞 - 『瀬戸内ムーンライト・セレナーデ』（監督：篠田正浩）
- 監督賞 - 篠田正浩
- 映像美賞 - 森田芳光
- 男優賞 - 柄本明
- 特別男優賞 - 渡哲也
- 女優賞 - 鈴木京香
- 特別女優賞 - 淡島千景
- 新人賞 - 三谷幸喜
- 特別賞 - 奥山和由・木村大作とその仲間たち（『誘拐』の撮影に対して）
- アジア親善賞 - 金沫容
- プラチナ大賞 - 蔵原惟繕・橋本忍
- ゴールデン・グローリー賞 - 安井昌二・水谷八重子・菅原謙次・草笛光子・小泉博・池内淳子・淡路恵子・浅丘ルリ子

### 第8回（1998年度）
- 作品賞 - 『絆 -きずな-』（監督：根岸吉太郎）
- スターライト賞
- 『踊る大捜査線 THE MOVIE』（監督：本広克行）
- 『がんばっていきまっしょい』（監督：磯村一路）
- 監督賞 - 北野武
- 男優賞 - 渡辺謙
- 女優賞 - 松たか子
- ベストパーソナリティ賞 - 浅野忠信
- 新人賞 - 田中麗奈・清水真実・葵若菜・真野きりな・久積絵夢・麻生久美子・野波麻帆・川井郁子・黒田勇樹
- 特別賞 - 野上照代・楠田浩之・楠田芳子
- プラチナ大賞＆ゴールデン・グローリー賞 - 大島渚・三橋達也・長門裕之・山城新伍・吉田喜重・小山明子・安西郷子・南田洋子・花園ひろみ・岡田茉莉子・高千穂ひづる

### 第9回（1999年度）
- 作品賞 - 『コキーユ』（監督：中原俊）
- 監督賞 - 篠田正浩・大島渚
- 男優賞 - 三浦友和
- 女優賞 - 風吹ジュン・鈴木京香
- 新人賞 - 広末涼子・宮本真希・松田龍平
- 特別賞 - ソニー・ピクチャーズ エンタテインメント
- 功労賞 - 西岡善信・木村威夫
- 富士写真フイルム奨励賞 - 岡田裕
- プラチナ大賞 - 西河克己・斎藤武市・池広一夫
- 特別文化大賞 - 中村芝翫・中村福助
- ゴールデン・グローリー賞 - 中村雀右衛門・中村吉右衛門・中村富十郎・市川團十郎・澤村宗十郎・中村橋之助・鳳八千代・福田公子・南風洋子・加茂さくら

### 第10回（2000年度）
- 作品賞 - 『ざわざわ下北沢』（監督：市川準）
- 監督賞 - 廣木隆一・黒木和雄
- 話題賞 - 深作欣二
- 男優賞 - 原田芳雄
- 女優賞 - 黒木瞳
- 新人賞 - 金井勇太・柏原収史・黒澤優・真柄佳奈子・島田沙羅
- 特別賞 - 円谷プロダクション
- 功労賞 - 長岡輝子・北林谷栄・奈良岡朋子・丹阿弥谷津子
- 富士写真フイルム奨励賞 - サンセントシネマワークス
- ミュージカル大賞
- 『ライオンキング』劇団四季
- 『世界中がアイ・ラブ・ユー』ポイント東京
- プラチナ大賞 - 舛田利雄・中島貞夫・沢島忠
- ゴールデン・グローリー賞 - 大木実・小田切みき・田村高廣・江原真二郎・中原ひとみ・杉葉子・雪村いづみ・二宮さよ子・市田ひろみ
- ダイヤモンド大賞 - 新藤兼人

### 第11回（2001年度）
- 作品賞 - 『日本の黒い夏─冤罪』（監督：熊井啓）
- 監督賞 - 行定勲
- 主演男優賞 - 窪塚洋介
- 主演女優賞 - 夏川結衣
- 助演男優賞 - 山本太郎
- 助演女優賞 - 倍賞美津子・二宮さよ子
- 新人賞 - 真中瞳・柴咲コウ・IZAM・遠野凪子・須藤温子・尾上松也・中村勘太郎・江成大輝
- 特別賞 - 中村雅哉
- アジア親善賞 - キム・ホソン、チョー・ヨンウォン
- アンサンブル演技賞 - 『忘れられぬ人々』三橋達也・大木実・青木富夫
- 富士写真フイルム奨励賞 - 伊藤直克
- プラチナ大賞 - 若杉光夫
- エメラルド大賞 - 鈴木尚之・成澤昌茂・国弘威雄
- ゴールデン・グローリー賞 - 中村梅之助・中村福助・中村雅子・藤村志保・光本幸子
- ダイヤモンド大賞 - 犬塚稔

### 第12回（2002年度）
- 作品賞 - 『KT』（監督：阪本順治）
- 監督賞 - 崔洋一（『刑務所の中』）
- 主演男優賞 - 佐藤浩市・加藤雅也
- 主演女優賞 - 宮沢りえ
- 助演男優賞 - 石橋凌
- 助演女優賞 - 香川京子
- 新人賞 - 中村獅童
- 特別賞 - 中田鉄治（北海道夕張市長）
- 富士写真フイルム奨励賞 - 伊東正子
- ミュージカル大賞
- 『ラ・マンチャの男』東宝
- 『風と共に去りぬ』（宝塚歌劇団）
- プラチナ大賞 - 斉藤耕－・佐藤純弥
- エメラルド大賞 - 馬場当・白坂依志夫・山内久
- ゴールデン・グローリー賞 - 三田佳子・北沢典子・中村メイコ・森光子・片岡仁左衛門・松本幸四郎
- 功労賞 - 伊福部昭・村木与四郎
- ダイヤモンド大賞 - 中村雁治郎・扇千景・石原慎太郎

### 第13回（2003年度）
- 作品賞 - 『わらびのこう蕨野行』（監督：恩地日出夫）
- 監督賞 - 荒木とよひさ（『いつかA列車に乗って』
- 主演男優賞 - 津川雅彦（『いつかA列車に乗って』）
- 主演女優賞
- 寺島しのぶ（『ヴァイブレータ』）
- 竹内結子（『黄泉がえり』）
- 助演男優賞
- 渡辺謙（『ラスト サムライ』）
- 香川照之（『美しい夏キリシマ』）
- 助演女優賞 - 中原ひとみ（『わらびのこう蕨野行』）
- 新人賞
- 石原さとみ（『わたしのグランパ』）
- 上戸彩（『あずみ』）
- 大塚ちひろ（『ゴジラ×モスラ×メカゴジラ 東京SOS』『シベリア超特急3』）
- 柄本佑（『美しい夏キリシマ』）
- 大西滝次郎（『赤目四十八瀧心中未遂』）
- 田中丈資（『バトル・ロワイアルII 鎮魂歌』『シベリア超特急3』）
- 特別賞
- 窪寺洋－（熊本Denkikan）
- 古湯映画祭実行委員会（古湯映画祭20周年）
- 山城新伍（『カポネ 六本木錬金の帝王』）
- ベストパーソナリティ賞 - 哀川翔（『ゼブラーマン』で映画主演100作目による）
- 富士写真フイルム奨励賞 - 新藤兼人
- ミュージカル大賞
- 大浦みずき（『イーストウィックの魔女たち』）
- 涼風真世（『イーストウィックの魔女たち』）
- 田山力哉賞 - アスミック・エースエンタテインメント『女はみんな生きている』
- 増淵健賞 - 東芝エンタテインメント『くたばれ!ハリウッド』）
- 西篠笑児賞 - ギャガ・コミュニケーションズ『シカゴ』
- 功労賞
- 松竹ビデオ事業部『小津安二郎DVD－BOX』
- 東宝映像事業部『黒澤明THE MASTERWORKS』
- プラチナ大賞
- 黒木和雄（『美しい夏キリシマ』）
- 篠田正浩（『スパイ・ソルゲ』）
- MIKE MiZNO（『シベリア超特急3』）
- 吉田喜重（『鏡の女たち』）
- エメラルド大賞 - 池上金男・野上龍雄
- ゴールデン・グローリー賞 - 千原しのぶ・雪代敬子・植木等・岡田眞澄・佐藤允
- ダイヤモンド大賞 - 三國連太郎

### 第14回（2004年度）
- 作品賞 - 『スウィングガールズ』（監督：矢口史靖）
- 監督賞 - 大林宣彦（『理由』）
- 主演男優賞 - 松平健（『石井のおとうさんありがとう』）
- 主演女優賞 - 秋吉久美子（『透光の樹』）
- 助演男優賞 - 高橋昌也（『透光の樹』）
- 助演女優賞 - 土屋アンナ（『下妻物語』）
- 新人賞（小森和子賞） - 香里奈（『深呼吸の必要』）
- 新人賞（南俊子賞） - 神木隆之介（『お父さんのバックドロップ』）
- 特別賞（増淵健賞） - カナダ大使館
- 富士写真フイルム奨励賞 - 千野皓司（『血の絆』）
- ミュージカル大賞 - 安奈淳（『ナイン』）
- 功労賞 - みうらじゅん
- プラチナ大賞 - 貞永方久・三村晴彦
- エメラルド大賞 - 白坂依志夫（『巨人と玩具』）
- ゴールデン・グローリー賞 - 栗原小巻・小川眞由美・宝田明
- サファイア大賞 - 司葉子
- ダイヤモンド大賞 - 京マチ子・淡島千景
- アジア親善賞 - 『LOVERS』
- 田山力哉賞 - ドラえもん声優陣（大山のぶ代・小原乃梨子・たてかべ和也・肝付兼太・野村道子）（映画25周年のため）

### 第15回（2005年度）
- 作品賞 - 『カーテンコール』（監督：佐々部清）
- 監督賞 - 黒土三男（『蟬しぐれ』）
- 主演男優賞
- 片岡愛之助（『シベリア超特急5』）
- 市川染五郎（『蟬しぐれ』）
- 主演女優賞 - 田中裕子（『いつか読書する日』）
- 助演男優賞
- 笹野高史（『パッチギ!』）
- 塩見三省（『樹の海』）
- 助演女優賞 - 井川遥（『樹の海』）
- 新人賞（小森和子賞）
- 多部未華子（『HINOKIO』）
- 大後寿々花（『SAYURI』）
- 新人賞（南俊子賞）
- 藤井隆（『カーテンコール』）
- 石田卓也（『蟬しぐれ』）
- 特別賞（増淵健賞） - 『木下恵介DVD－BOX』（五十嵐真）
- 富士写真フイルム奨励賞 - 釘宮慎二（『蟬しぐれ』撮影）
- 舞台ミュージカル大賞（西條笑児賞）
- 山本耕史（『リトルショップ・オブ・ホラーズ』）
- 上原多香子（『リトルショップ・オブ・ホラーズ』）
- 国際活動賞 - 早田英志（『エメラルド・カウボーイ』）
- 国際協力賞 - カナダ・アルバ一夕州『ブロークバック・マウンテン』
- プラチナ大賞 - 田原総一朗『あらかじめ失われた恋人達よ』
- ゴールデン・グローリー賞 - 千葉真一・里見浩太朗・加山雄三・倍賞千恵子
- ダイヤモンド大賞 - 登川直樹

### 第16回（2006年度）
- 作品賞 - 『博士の愛した数式』（監督：小泉堯史）
- 監督賞 - 奥田瑛二（『長い散歩』）
- 批評家特別監督大賞 - マキノ雅彦（『寝ずの番』）
- 審査員特別主演男優賞 - 緒形拳（『長い散歩』）
- 主演男優賞 - 沢田研二（『幸福のスイッチ』）
- 主演女優賞 - 深津絵里（『博士の愛した数式』）
- 助演男優賞 - 伊原剛志（『硫黄島からの手紙』）
- 助演女優賞
- 樹木希林（『赤い鯨と白い蛇』）
- フラガールズ（『フラガール』）
- 新人賞（南俊子賞） - 松田翔太（『長い散歩』）
- 新人賞（小森和子賞） - 檀れい（『武士の一分』）
- 特別女性監督賞
- せんぼんよしこ（『赤い鯨と白い蛇』）
- 荻上直子（『かもめ食堂』）
- 安田真奈（『幸福のスイッチ』）
- 宮本理江子（『チェケラッチョ!!』）
- 呉美保（『酒井家のしあわせ』）
- 西川美和（『ゆれる』）
- 審査員特別演技賞 - 『カミュなんて知らない』（監督：柳町光男）
- ドキュメンタリー作品賞 - 『ヨコハマメリー』（監督：中村高寛）
- 富士写真フイルム奨励賞 - 『子ぎつねヘレン』（監督：河野圭太）
- 舞台ミュージカル大賞（西條笑児賞） - 小堺一機（『グランド・ホテル』）
- 新人監督賞 - 大崎章（『キャッチボール屋』）
- 審査員特別監督賞 - 園子温（『気球クラブ、その後』）
- 特別功労賞（増淵健賞） - 「溝口健二の映画」DVDシリーズ
- サファイア大賞 - 香川京子・岸恵子・安井昌二
- エメラルド大賞 - 角谷優・秋元康・萩本欽一・愛川欽也
- 国際活動賞 - キム・ヘスク
- 国際協力賞 - 『太陽』（監督：アレクサンドル・ソクーロフ）
- ゴールデン・グローリー賞 - 梶芽衣子・芳村真理・桂木洋子・宮城まり子
- ダイヤモンド大賞 - 市川崑

### 第17回（2007年度）
- 作品賞 - 『夕凪の街 桜の国』（監督：佐々部清）
- 監督賞 - 根岸吉太郎（『サイドカーに犬』）
- 主演男優賞 - 小栗旬（『クローズZERO』）
- 主演女優賞 - 竹内結子（『サイドカーに犬』）
- 助演男優賞 - やべきょうすけ（『クローズZERO』）
- 助演女優賞
- 永作博美（『腑抜けども、悲しみの愛を見せろ』）
- 高橋恵子（『ふみ子の海』）
- 新人賞（南俊子賞） - 林遣都・山田健太（『バッテリー』）
- 新人賞（小森和子賞） - 佐々木麻緒（『マリと子犬の物語』）
- 審査員特別演技賞 - 須賀健太・小清水一揮・小池彩夢（『ALWAYS 続・三丁目の夕日』）
- 審査員特別賞
- 堺正章（『夕凪の街 桜の国』）
- 田村正和（『ラストラブ』）
- 撮影賞（富士写真フイルム奨励賞） - 柴主高秀『犯人に告ぐ』
- ドキュメンタリー作品賞 - 『シアトリカル　唐十郎と劇団唐組の記録』
- 映画音楽アーティスト賞 - mink（『蒼き狼 〜地果て海尽きるまで〜』『ペクシル』）
- 舞台ミュージカル大賞（西條笑児賞） - 『プロデューサーズ』
- 特別功労賞（増淵健賞） - ピカチュウプロジェクト
- プラチナ大賞 - 恩地日出夫
- エメラルド大賞 - 山内久
- 国際協力賞 - ユ・インチョン
- 国際活動賞（田山力哉賞） - 『あなたを忘れない』（監督：花堂純次）
- ゴールデン・グローリー賞 - 島田陽子・谷啓

### 第18回（2008年度）
- 作品賞 - 『実録・連合赤軍 あさま山荘への道程』（監督：若松孝二）
- 監督賞 - 滝田洋二郎（『おくりびと』）
- 主演男優賞 - 東山紀之（『山桜』）
- 主演女優賞 - 小池栄子（『接吻』）
- 助演男優賞 - 岸部一徳（『GSワンダーランド』）
- 助演女優賞 - 坂井真紀（『実録・連合赤軍 あさま山荘への道程』）
- 新人賞（南俊子賞） - リリー・フランキー（『ぐるりのこと。』）
- 新人賞（小森和子賞） - 吉高由里子『蛇にピアス』）
- 審査員特別賞
- 松田聖子（『火垂るの墓』）
- 藤田まこと（『明日への遺言』）
- 撮影監督賞（富士写真フイルム奨励賞） - 小松原茂（『恋するトマト』）
- 映画音楽アーティスト賞 - 久石譲（『崖の上のポニョ』）・『おくりびと』）
- 特別敢闘賞 - 河崎実・福井政文
- 特別功労賞（増淵健賞） - 浦岡敬一・岡田裕
- 国際活動賞（田山力哉賞） - 柴田駿
- ゴールデン・グローリー賞（水野晴郎賞） - 筑波久子・桜井浩子・久里千春
- ダイヤモンド大賞 - 羽仁進・小沢昭一

### 第19回（2009年度）
- 作品賞 - 『風が強く吹いている』
- 監督賞 - 根岸吉太郎（『ヴィヨンの妻 〜桜桃とタンポポ〜』）
- 主演男優賞 - 寺尾聰（『さまよう刃』）
- 主演女優賞 - 薬師丸ひろ子（『今度は愛妻家』）
- 助演男優賞 - 石橋蓮司（『今度は愛妻家』）
- 助演女優賞 - 八千草薫（『ディア・ドクター』）
- 新人賞（南俊子賞）
- AKIRA（『ちゃんと伝える』）
- 岡田将生（『ホノカアボーイ』）
- 新人賞（小森和子賞） - 満島ひかり（『愛のむきだし』）
- 新人監督賞
- 大森寿美男（『風が強く吹いている』）
- 板尾創路（『板尾創路の脱獄王』）
- 審査員特別賞男優賞 - 萩原健一（『TAJOMARU』）
- 審査員特別賞
- 本多猪四郎（生誕100周年）
- 黒澤明（生誕100周年）
- 撮影監督賞（富士写真フイルム奨励賞） - 近森眞史（『おとうと』）
- 映画音楽アーティスト賞 - 菅野祐悟（『アマルフィ 女神の報酬』）
- 舞台ミュージカル賞 - ロミ・山田
- 編集賞（浦岡敬一賞） - 菊池純一（『大阪ハムレット』）
- 特別功労賞（増淵健賞）
- 『劒岳 点の記』のスタッフ
- 『シネマ歌舞伎』
- 国際活動賞（田山力哉賞） - 『KIZUKI』製作委員会
- ゴールデン・グローリー賞（水野晴郎賞） - 丘さとみ・赤木春恵
- ダイヤモンド大賞 - 倍賞美津子

### 第20回（2010年度）
- 作品賞 - 『春との旅』（監督：小林政広）
- 監督賞 - 東陽一（『酔いがさめたら、うちに帰ろう。』）
- 主演男優賞
- 渡辺大（『ロストクライム -閃光-』）
- 永瀬正敏（『毎日かあさん』）
- 主演女優賞
- 内田有紀（『ばかもの』）
- 永作博美（『酔いがさめたら、うちに帰ろう。』）
- 助演男優賞
- 香川照之（『あしたのジョー』
- 伊勢谷友介（『あしたのジョー』）
- 助演女優賞 - 松坂慶子（『武士の家計簿』）
- 新人男優賞（南俊子賞）
- 佐藤健（『BECK』）
- 溝端淳平（『君が踊る、夏』）
- 新人女優賞（小森和子賞）
- 桜庭ななみ（『最後の忠臣蔵』）
- 徳永えり（『春との旅』）
- 新人監督賞
- 榊英雄（『誘拐ラプソディー』）
- 川口浩史（『トロッコ』）
- 審査員特別賞女優賞 - 友近（『サビ男サビ女』）
- 審査員特別演技賞
- 林遼威（『誘拐ラプソディー』）
- 大八木凱斗（『武士の家計簿』）
- 撮影賞（富士フイルム激励賞） - 高間賢治（『春との旅』）
- ドキュメンタリー作品賞 - 『ショージとタカオ』
- 映画音楽アーティスト賞（日野康一賞） - 遠藤浩二『十三人の刺客』
- 映画技術特別功労賞 - 株式会社NKL（『桜田門外ノ変』『ブルーバレンタイン』）
- 舞台ミュージカル大賞（西條笑児賞） - 井上芳雄（『モーツァルト!』他）
- 編集賞（浦岡敬一賞） - 金子尚樹（『春との旅』）
- 脚本賞 - 柏田道夫（『武士の家計簿』）
- 特別功労賞（増淵健賞） - 葛井欣士郎
- アニメーション大賞（DIVE賞） - 『名探偵コナン』シリーズ
- アニメーション特別功労賞（DIVE賞） - 東映アニメーション株式会社
- 20周年特別作品賞
- 『日本のいちばん長い夏』（監督：倉内均）
- 『わが心の歌舞伎座』（監督：十河壮吉）
- エメラルド賞 - 石森史郎
- ゴールデン・グローリー賞（水野晴郎賞） - 犬塚弘・大滝秀治・財津一郎
- プラチナ大賞（監督功労賞） - 瀬川昌治
- ダイヤモンド大賞（荻昌弘賞） - 仲代達矢（『春との旅』）

### 第21回（2011年度）
- 作品賞 - 『大鹿村騒動記』（監督：阪本順治）
- 監督賞 - 成島出（『八日目の蝉』）
- 主演男優賞 - 三浦友和（『RAILWAYS〜愛を伝えられない大人たちへ〜』）
- 主演女優賞 - 大竹しのぶ（『一枚のハガキ』）
- 助演男優賞 - 片岡愛之助（『小川の辺』）
- 助演女優賞 - 宮本信子（『阪急電車 片道15分の奇跡』）
- 新人女優賞（小森和子賞）
- 剛力彩芽（『カルテット!』）
- 前田敦子（『もし高校野球の女子マネージャーがドラッカーの『マネジメント』を読んだら』）
- 新人監督賞 - 三宅喜重（『阪急電車　片道15分の奇跡』）
- 特別功労賞（増淵健賞） - 今村治子（スクリプター）
- 編集賞（浦岡敬一賞） - 山下健治（『一命』）
- 映画音楽アーティスト賞（日野康一賞） - 辻井伸行（『神様のカルテ』）
- アニメーション功労賞（DIVE賞） - 保田道世（色彩設計）・古川雅士（編集）
- 撮影監督賞（株式会社IMAGICA賞） - 金宇満司（『黒部の太陽』撮影）
- 特別賞 - 『黒部の太陽』石原プロモーション
- 審査員特別演技賞 - 西田敏行（『星守る犬』他）
- ゴールデングローリー賞（水野晴郎賞） - 北大路欣也・蟹江敬三・白川和子・山本陽子
- ダイヤモンド大賞 - 浅丘ルリ子

### 第22回（2012年度）
- 作品賞 - 『鍵泥棒のメソッド』（監督：内田けんじ）
- 監督賞 - 北野武（『アウトレイジ ビヨンド』）
- 主演男優賞 - 松坂桃李（『ツナグ』）
- 主演女優賞 - 安藤サクラ（『かぞくのくに』）
- 助演男優賞 - 大沢たかお（『終の信託』）
- 助演女優賞 - 松原智恵子（『トテチータ・チキチータ』）
- 新人男優賞（南俊子賞）
- 青柳翔（『今日、恋をはじめます』）
- チャンミン（『黄金を抱いて翔べ）
- 新人女優賞（小森和子賞） - 武井咲（『今日、恋をはじめます』）
- 新人監督賞
- ヤン・ヨンヒ（『かぞくのくに』）
- 古勝敦（『トテチータ・チキチータ』）
- 編集賞（浦岡敬一賞） - 張本征治（『今日、恋をはじめます』）
- ドキュメンタリー監督賞 - すずきじゅんいち（『二つの祖国で』）
- アニメーション作品賞 - 『おおかみこどもの雨と雪』（監督：細田守）
- アニメーション監督賞 - 庵野秀明（『ヱヴァンゲリヲン新劇場版:Q』）
- アニメーション功労賞 - 布川郁司（株式会社ぴえろ　代表取締役会長）
- 特別賞
- 高濱裕（株式会社アイ・ヴィー・シー代表取締役）
- 富士フイルム株式会社
- ゴールデン・グローリー賞（水野晴郎賞） - 石濱朗・林与一・夏八木勲・久保明
- ダイヤモンド大賞（淀川長治賞） - 小林旭

### 第23回（2013年度）
- 作品賞 - 『舟を編む』（監督：石井裕也）
- 監督賞 - 吉田恵輔（『ばしゃ馬さんとビッグマウス』）
- 主演男優賞 - 松田龍平（『舟を編む』）
- 主演女優賞 - 麻生久美子（『ばしゃ馬さんとビッグマウス』）
- 助演男優賞 - リリー・フランキー（『凶悪』『そして父になる』）
- 助演女優賞 - 伊藤蘭（『少年H』）
- 新人賞
- 黒木華（『草原の椅子』）
- 星野源（『箱入り息子の恋』）
- 大原櫻子（『カノジョは嘘を愛しすぎてる』）
- 新人監督賞
- 中野量太（『チチを撮りに』）
- 白石和彌（『凶悪』）
- 編集賞 - 井上秀明（『青木ヶ原』）
- アニメーション作品賞 - 『かぐや姫の物語』（監督：高畑勲）
- アニメーション監督賞 - 高畑勲（『かぐや姫の物語』）
- アニメーション功労賞
- 小島俊彦（『かぐや姫の物語』他）
- 伊藤克已（音響効果）
- ドキュメンタリー賞 - 『オース!バタヤン』
- ゴールデン・グローリー賞（水野晴郎賞） - 加賀まり子・吉行和子・ミッキー・カーチス
- ダイヤモンド賞（淀川長治賞） - 有馬稲子

### 第24回（2014年度）
- 作品賞 - 『0.5ミリ』（監督：安藤桃子）
- 監督賞 - 呉美保（『そこのみにて光輝く』）
- 主演男優賞 - 綾野剛（『そこのみにて光輝く』）
- 主演女優賞 - 安藤サクラ（『0.5ミリ』『百円の恋』）
- 助演男優賞 - 菅田将暉（『そこのみにて光輝く』『海月姫』）
- 助演女優賞 - 池脇千鶴（『そこのみにて光輝く』『海月姫』）
- 新人女優賞（小森和子賞）
- 大島美幸（『福福荘の福ちゃん』）
- 小芝風花（『魔女の宅急便』）
- 新人男優賞（南俊子賞）
- 登坂広臣（『ホットロード』）
- 工藤阿須加（『1/11 じゅういちぶんのいち』『百瀬、こっちを向いて。』）
- 新人監督賞
- 蔦哲一朗（『祖谷物語 おくのひと』）
- 編集賞（浦岡敬一賞） - 清野英樹（『捨てがたき人々』）
- ドキュメンタリー賞 - 『夢は牛のお医者さん』
- ゴールデン・グローリー賞（水野晴郎賞） - 山谷初男・江波杏子
- ダイヤモンド賞（淀川長治賞） - 藤竜也
- アニメーション作品賞 - 『楽園追放 -Expelled from Paradise-』（監督：水島精二）
- アニメーション監督賞 - 米林宏昌（『思い出のマーニー』）
- アニメーション功労賞 - 梅澤道彦、阿部秀司（『STAND BY ME ドラえもん』）
- アニメーション声優賞 - 山寺宏一
- アニメーション特別賞 - 『ジョバンニの島』（監督：西久保瑞穂）

### 第25回（2015年度）
実写部門
- 作品賞 - 『ソロモンの偽証』（監督：成島出）
- 監督賞 - 大根仁（『バクマン。』）
- 主演男優賞 - 浅野忠信（『岸辺の旅』）
- 主演女優賞 - 多部未華子（『ピース オブ ケイク』）
- 助演男優賞 - 伊藤淳史（『映画 ビリギャル』）
- 助演女優賞 - 満島ひかり（『駆込み女と駆出し男』）
- 新人男優賞（南俊子賞）
- 山田涼介（『グラスホッパー』）
- 板垣瑞生（『ソロモンの偽証』）
- 新人女優賞（小森和子賞）
- 藤野涼子（『ソロモンの偽証』）
- 新人監督賞 - 松永大司（『トイレのピエタ』）
- 編集賞（浦岡敬一賞）
- 伊藤伸行（『天空の蜂』）
- 選考委員特別賞 - 濱口竜介（『ハッピーアワー』）
- 映画音楽賞 - 池永正二（『味園ユニバース』）
- 脚本賞 - 真辺克彦（『ソロモンの偽証』）
- 撮影賞 - 町田博（『FOUJITA』）
- 特別賞
- 中みね子『ゆずり葉の頃』
- 豊島公会堂
- 松永文庫
- ドキュメンタリー賞 - 松本貴子（『氷の花火 山口小夜子』）
- ゴールデン・グローリー賞（水野晴郎賞）
- 草村礼子
- 仁科亜季子
- 浜田光夫
- ダイヤモンド大賞（淀川長治賞）
- 吉永小百合
- 山田洋次

アニメーション部門
- 作品賞 - 『バケモノの子』（監督：細田守）
- 監督賞 - 橋本昌和（『映画クレヨンしんちゃん オラの引越し物語 サボテン大襲撃』）
- 最優秀声優賞
- 小桜エツコ（『妖怪ウォッチ 誕生の秘密だニャン!』）
- 中尾隆聖（『ドラゴンボールZ 復活の「F」』）
- 新人声優賞
- 渕上舞（『ガールズ&パンツァー 劇場版』）
- 水瀬いのり（『心が叫びたがってるんだ。』）
- サンクチュアリ作品賞 - 『ガールズ&パンツァー 劇場版』
- ファミリー作品賞 - 『妖怪ウォッチ 誕生の秘密だニャン!』
- 功労賞
- 友永和秀
- 内田健二
- 渡辺宙明
- ダイヤモンド大賞 - 永井豪

### 第26回（2016年度）
実写部門
- 作品賞 - 『湯を沸かすほどの熱い愛』（監督：中野量太）
- 監督賞 - 中野量太（『湯を沸かすほどの熱い愛』）
- 主演男優賞 - 小林薫（『続・深夜食堂』）
- 主演女優賞 - 宮沢りえ（『湯を沸かすほどの熱い愛』）
- 助演男優賞 - 東出昌大（『聖の青春』）
- 助演女優賞 - 杉咲花（『湯を沸かすほどの熱い愛』）
- 新人男優賞（南俊子賞） - 岩田剛典（『植物図鑑 運命の恋、ひろいました』）
- 新人女優賞（小森和子賞） - 高畑充希（『植物図鑑 運命の恋、ひろいました』）
- 新人監督賞 - 小路紘史（『ケンとカズ』）
- 編集賞（浦岡敬一賞） - 穂垣順之助（『ちはやふる』）
- 映画音楽賞 - 加古隆（『エヴェレスト 神々の山嶺』）
- 脚本賞 - 西川美和（『永い言い訳』）
- 撮影賞 - 北信康（『エヴェレスト 神々の山嶺』）
- 特別賞
- 岩波ホール
- 佐藤忠男
- ドキュメンタリー賞 - 日比遊一（『健さん』）
- ゴールデン・グローリー賞（水野晴郎賞）
- 奈良岡朋子
- 小松政夫
- ダイヤモンド大賞（淀川長治賞） - 樹木希林

アニメーション部門
- 作品賞 - 『映画 聲の形』（監督：山田尚子）
- 監督賞 - 新海誠（『君の名は。』）
- 声優賞 - 野沢雅子（『風のように』）
- ダイヤモンド大賞 - 松本零士

### 第27回（2017年度）
※授賞式は中止。受賞者にトロフィーなどは送付された。
- 作品賞 - 『三度目の殺人』（監督：是枝裕和）
- 監督賞 - 大林宣彦（『花筐/HANAGATAMI』）
- 主演男優賞 - 木村拓哉（『無限の住人』）
- 主演女優賞 - 満島ひかり（『海辺の生と死』）
- 助演男優賞 - 塩見三省（『アウトレイジ 最終章』）
- 助演女優賞 - 木村多江（『ユリゴコロ』）
- 新人男優賞（南俊子賞） - 寛一郎（『ナミヤ雑貨店の奇蹟』）
- 新人女優賞（小森和子賞） - 石橋静河（『夜空はいつでも最高密度の青色だ』）
- 新人監督賞 - 越川道夫（『海辺の生と死』）
- 編集賞（浦岡敬一賞） - 佐藤崇（『ビジランテ』）
- 映画音楽賞 - 桑波田景信（『チア☆ダン〜女子高生がチアダンスで全米制覇しちゃったホントの話〜』）
- 脚本賞 - 石井裕也（『夜空はいつでも最高密度の青色だ』）
- 撮影賞 - 宮本亘（『奥田民生になりたいボーイと出会う男すべて狂わせるガール』）
- ドキュメンタリー賞 - 佐古忠彦（『米軍が最も恐れた男 その名は、カメジロー』）
- ゴールデン・グローリー賞（水野晴郎賞）
- 前田美波里（『TAP THE LAST SHOW』）
- 橋爪功（『家族はつらいよシリーズ』）
- ダイヤモンド大賞（淀川長治賞） - 中村玉緒（『DESTINY 鎌倉ものがたり』）
- アニメーション大賞 - 『夜は短し歩けよ乙女』（監督：湯浅政明）

### 第28回（2018年度）
- 作品賞 - ファントム・フィルム『焼肉ドラゴン』
- 主演男優賞 - 柄本佑（『素敵なダイナマイトスキャンダル』）
- 主演女優賞 - 石橋静河（『きみの鳥はうたえる』）
- 助演男優賞 - 寛一郎（『菊とギロチン』）
- 助演女優賞 - 友近（『嘘八百』）
- 監督賞 - 白石和彌（『孤狼の血』）
- 新人男優賞（南俊子賞）
- 濱津隆之（『カメラを止めるな!』）
- 佐野勇斗（『ちはやふる -結び-』）
- 新人女優賞（小森和子賞）
- 南沙良（『志乃ちゃんは自分の名前が言えない』）
- 平手友梨奈（『響 -HIBIKI-』）
- 特別新人賞 - 滝川広志（『ゆずりは』）
- 新人監督賞 - 枝優花（『少女邂逅』）
- 編集賞（浦岡敬一賞） - 川瀬功（『空飛ぶタイヤ』）
- ドキュメンタリー賞 - 松竹株式会社『築地ワンダーランド』
- 特別作品賞 - 株式会社ザフール『STILL LIFE OF MEMORIES』
- アニメーション作品賞 - ギャガ株式会社『若おかみは小学生!』
- 特別賞（松永武賞） - TAMA映画フォーラム実行委員会
- シルバー賞 - 小川欽也

### 第29回（2019年度）
- 作品賞 - 『愛がなんだ』
- 主演男優賞 - 間宮祥太朗（『殺さない彼と死なない彼女』）
- 主演女優賞 - 戸田恵梨香（『あの日のオルガン』『最初の晩餐』）
- 助演男優賞 - 窪塚洋介（『最初の晩餐』）
- 助演女優賞 - 伊藤沙莉（『生理ちゃん』）
- 監督賞 - 荒井晴彦（『火口のふたり』）
- 新人男優賞（南俊子賞） - 細田佳央太（『町田くんの世界』）
- 新人女優賞（小森和子賞） - モトーラ世理奈『おいしい家族』『ブラック校則』）
- 新人監督賞 - 小林啓一『殺さない彼と死なない彼女』、ふくだももこ『おいしい家族』、片山慎三『岬の兄妹』
- 編集賞（浦岡敬一賞） - 石井巌・石島一秀『男はつらいよ お帰り 寅さん』
- ゴールデン・グローリー賞（水野晴郎賞） - 加藤茶・十朱幸代
- ダイヤモンド大賞（淀川長治賞） - 山﨑努
- 特別賞（松永武賞） - 特定非営利活動法人ジャパン・フィルムコミッション
- ドキュメンタリー賞 - 『i-新聞記者ドキュメント-』
- アニメーション作品賞 - 『映画 すみっコぐらし とびだす絵本とひみつのコ』

### 第30回（2020年度）
- 作品賞 - 『星の子』
- 主演男優賞
  - 中村梅雀（『山中静夫氏の尊厳死』）
  - 津田寛治（『山中静夫氏の尊厳死』）
- 主演女優賞 - のん（『私をくいとめて』）
- 助演男優賞 - 宇野祥平（『罪の声』）
- 助演女優賞 - 浅田美代子（『朝が来る』）
- 監督賞 - 大九明子（『私をくいとめて』）
- 新人男優賞（南俊子賞）
  - 宮沢氷魚（『his』）
  - 奥平大兼（『MOTHER マザー』）
- 新人女優賞（小森和子賞）
  - 服部樹咲（『ミッドナイトスワン』）
  - 佳山明（『37セカンズ』）
  - 吉本実憂（『瞽女GOZE』）
- 新人監督賞
  - 内山拓也『佐々木、イン、マイマイン』
  - HIKARI『37セカンズ』
  - 佐藤快磨『泣く子はいねぇが』
- 編集賞（浦岡敬一賞） - 李英美『スパイの妻〈劇場版〉』
- ゴールデン・グローリー賞（水野晴郎賞）
  - 火野正平『罪の声』
  - 田中裕子『おらおらでひとりいぐも』
- 脚本賞
  - 天野千尋『ミセス・ノイズィ』
  - 入江悠『AI崩壊』
- 特別賞（松永武賞） - 新文芸坐
- ドキュメンタリー賞 - 『ムヒカ 世界でいちばん貧しい大統領から日本人へ』
- アニメーション作品賞 - 『劇場版 ごん - GON, THE LITTLE FOX - 』
- 映画音楽賞 - 渋谷慶一郎『ミッドナイトスワン』
- 国際審査員特別賞 - チェ・ブラム
- ダイヤモンド大賞 -  大林宣彦

### 第31回（2021年度）
- 作品賞 - 『偶然と想像』
- 主演男優賞 - 古田新太（『空白』）
- 主演女優賞 - 瀧内公美（『由宇子の天秤』）
- 助演男優賞 - 鈴木亮平（『燃えよ剣』、『孤狼の血 LEVEL2』）
- 助演女優賞 - 三浦透子（『ドライブ・マイ・カー』）
- 監督賞 - 大友啓史（『るろうに剣心　最終章 THE FINAL』、『るろうに剣心　最終章 THE BEGINNING』）
- 新人男優賞（南俊子賞）
  - 佐藤緋美（『ムーンライト・シャドウ』）
  - Fukase（『キャラクター』）
- 新人女優賞（小森和子賞）
  - 伊澤彩織（『ベイビーわるきゅーれ』）
  - 石川瑠華（『猿楽町で会いましょう』）
  - 伊藤万理華（『サマーフィルムにのって』）
  - 西川洋子（『いとみち』）
- 新人監督賞
  - 穐山茉由『シノノメ色の週末』
  - 阪元裕吾『ベイビーわるきゅーれ』
  - 藤元明緒『海辺の彼女たち』
- 編集賞（浦岡敬一賞） - 堀貴秀『JUNK HEAD』
- 撮影賞 - 上田義彦『椿の庭』
- 脚本賞 - 西川美和『すばらしき世界』
- 特別賞（松永武賞） - 小倉智昭
- ドキュメンタリー賞 - 石川梵『くじらびと』
- アニメーション作品賞 - 『フラ・フラダンス』
- アニメーション監督賞 - 庵野秀明（『シン・エヴァンゲリオン劇場版』）
- ゴールデン・グローリー賞（水野晴郎賞） - 荒木一郎
- ダイヤモンド大賞（淀川長治賞） - 富司純子（『椿の庭』）

### 第32回（2022年度）
- 作品賞 - 『メタモルフォーゼの縁側』
- 主演男優賞 - 中井貴一（『大河への道』）
- 主演女優賞 - 板谷由夏（『夜明けまでバス停で』）
- 助演男優賞 - 窪田正孝（『ある男』）
- 助演女優賞 - 吉岡里帆（『島守の塔』）
- 監督賞 - 三宅唱（『ケイコ 目を澄ませて』）
- 新人男優賞（南俊子賞）
  - 坂東龍汰（『フタリノセカイ』）
- 新人女優賞（小森和子賞）
  - 伊東蒼（『さがす』）
- 新人監督賞
  - 竹林亮『MONDAYS/このタイムループ、上司に気づかせないと終わらない』
- 編集賞（浦岡敬一賞） - ⼩林譲、⽵林亮『MONDAYS/このタイムループ、上司に気づかせないと終わらない』
- 脚本賞 - 𠮷田 恵輔『神は見返りを求める』
- 特別賞（松永武賞） - 立川志の輔
- 特別主演男優賞 - 岡田准一『ヘルドッグス』
- ドキュメンタリー賞 - オオタヴィン『夢みる⼩学校』
- アニメーション作品賞 - 『夏へのトンネル、さよならの出口』
- アニメーション監督賞 - 湯浅政明（『⽝王』）
- ゴールデン・グローリー賞（水野晴郎賞） - 風吹ジュン（『裸足で鳴らしてみせろ』）
- ダイヤモンド大賞（淀川長治賞） - 宮本信子（『メタモルフォーゼの縁側』）
- ワタシタチのトキワ荘賞 - 一般財団法人手塚治虫文化財団

### 第33回（2023年度）
- 作品賞 - 『ほかげ』
- 主演男優賞 - 東出昌大（『Winny』）
- 主演女優賞 - 筒井真理子（『波紋』）
- 助演男優賞 - 磯村勇斗（『月』）
- 助演女優賞 - 新垣結衣（『正欲』）
- 監督賞 - 荻上直子（『波紋』）
- 新人男優賞（南俊子賞）
  - アフロ（『さよなら ほやマン』）
  - 黒崎煌代（『さよなら ほやマン』）
- 新人女優賞（小森和子賞）
  - 花瀬琴音（『遠いところ』）
- 新人監督賞
  - 金子由里奈『ぬいぐるみとしゃべる人はやさしい』
  - 工藤将亮『遠いところ』
- 編集賞（浦岡敬一賞） - 今井大介『#マンホール』
- 脚本賞 - 上田誠『リバー、流れないでよ』
- 撮影賞 - 芦澤明子『スイート・マイホーム』
- 特別賞（松永文庫賞） - 八丁座
- ドキュメンタリー賞 - 『ライフ・イズ・クライミング!』
- アニメーション作品賞 - 『窓ぎわのトットちゃん』
- ゴールデン・グローリー賞（水野晴郎賞） - 木野花（『バカ塗りの娘』）
- ダイヤモンド大賞（淀川長治賞） - 小林薫（『バカ塗りの娘』）

### 第34回（2024年度）
- 作品賞 - 『ぼくが生きてる、ふたつの世界』
- 主演男優賞 - 吉沢亮（『ぼくが生きてる、ふたつの世界』）
- 主演女優賞 - 河合優実（『あんのこと』）
- 助演男優賞
  - 綾野剛（『まる』）
  - 森優作（『ミッシング』）
- 助演女優賞 - 忍足亜希子（『ぼくが生きてる、ふたつの世界』）
- 監督賞 - 入江悠（『あんのこと』）
- 新人男優賞（南俊子賞）
  - 齋藤潤（『カラオケ行こ!』）
  - 本山力（『十一人の賊軍』）
- 新人女優賞（小森和子賞）
  - 長澤樹（『愛のゆくえ』）
- 新人監督賞
  - 山中瑶子『ナミビアの砂漠』
- 編集賞（浦岡敬一賞） - 田端華子『ぼくが生きてる、ふたつの世界』
- 脚本賞 - 甲斐さやか『徒花-ADABANA-』
- 特別賞（松永文庫賞） - 東映剣会
- ドキュメンタリー賞 - 『大きな家』
- アニメーション作品賞 - 『ルックバック』
- ゴールデン・グローリー賞（水野晴郎賞） - 根岸季衣（『サユリ』）
- ダイヤモンド大賞（淀川長治賞） - 草笛光子（『 九十歳。何がめでたい』）